# Saint-Pierre-d'Exideuil
Saint-Pierre-d'Exideuil è un comune francese di 845 abitanti situato nel dipartimento della Vienne nella regione della Nuova Aquitania.

## Società

### Evoluzione demografica
Abitanti censiti